# William Henry Chamberlin
William Henry Chamberlin (Brooklyn, 1897. február 17. – St. Moritz, 1969. szeptember 12.) amerikai történész és újságíró. Több könyvet írt a hidegháborúról, a kommunizmusról és az Egyesült Államok külpolitikájáról, köztük az 1917–1921-es orosz forradalomról (1935). Ez utóbbit Oroszországban írta 1922 és 1934 között, míg a The Christian Science Monitor moszkvai tudósítója volt.
Amíg a Szovjetunióban élt, kommunista szimpatizáns volt. Ezután fokozatosan antikommunistává vált. Azt jósolta, hogy az Amerikai Egyesült Államok beavatkozása a második világháborúba segítené a kommunizmus terjeszkedését Európában és Ázsiában, ezért non-intervencionista (be nem avatkozás-párti) volt.

## Neveltetése
Chamberlin Brooklynban született, és pennsylvaniai iskolákban, majd a Haverford College-ban tanult. 25 éves korában Greenwich Village-be költözött, ahol mélyen érintette a kulturális bohémség és a bolsevik politika. Heywood Brounnak, a New York Tribune könyvkiadójának dolgozott. A. C. Freeman álnév alatt is közölt, és szocialista pacifista volt, aki támogatta a Szovjetunió-beli kommunizmust.

## Szovjet szimpatizáns
Fiatalemberként érkezett a Szovjetunióba, és hamarosan munkát talált a Christian Science Monitornál, ahol 1940-ig dolgozott. Ugyanakkor a Manchester Guardian moszkvai tudósítója volt. Kezdetben marxista volt, és szimpatizált a kommunista forradalommal. Ott-tartózkodása alatt kritikussá vált. Első könyve, az 1930-ban megjelent Soviet Russia (Szovjet Oroszország) részletesen ismertette az új gazdaságpolitikát, és összességében támogatta az 1917-es oroszországi forradalmak által előidézett változásokat.
Ennek ellenére kétségei voltak. Tartózkodása vége felé meggyőződött a kommunista politika hibáiról. Orosz származású feleségével, Sonyával az Egyesült Államokban találkozott, ahova az családjával bevándorolt. 1932-ben és 1933-ban Ukrajnába és az észak-kaukázusi országokba látogatott. Tanúja volt a holodomornak, amelyet az erőszakos kollektivizálás eredményezett.

## Antikommunista fordulat
Miután elhagyta a Szovjetuniót, Németországba ment, ahol a nácizmus tapasztalatai  meggyőzték őt a kollektivizmus és általában az abszolutizmus veszélyeiről. Meggyőződött az emberi jogok fontosságáról és hogy mennyire lényegesek az Amerikai Egyesült Államok alkotmányának módosításai. A Monitor kelet-ázsiai tudósítójaként megismerte a japán militarizmust, erről írta Japan Over Asia c. könyvét. Innen Franciaországba került.
Az USA-ba való visszatérés után Washingtonban, majd Cambridge-ben, Massachusettsben élt. Későbbi munkájának nagy része a kommunizmus, a szocializmus és a kollektivizmus egyéb formáinak kritizálására irányult. Folytatta a tudományos könyvek és a népszerűbb cikkek írását is. A The Confessions of an Individualist (Egy individualista vallomása) c. önéletrajza 1940-ben jelent meg, röviddel a  Russian Review-vel való együttműködése előtt. Ez 28 évvel későbbi, agyi érkatasztrófa okozta haláláig tartott.
Meggyőződése volt, hogy az Egyesült Királyság és az Amerikai Egyesült Államok kívül kellene maradjon a második világháborún, ezzel megelőzhetnék a kommunizmus elterjedését Európában és Ázsiában, Németország, illetve Japán jelentenék az akadályt.

## Művei

### Könyvek
- Soviet Russia: A Living Record and a History Little, Brown & Company, 1930[6]
- Russia's Iron Age (1934)[7]
- The Russian Revolution 1917-1921 (1935)[8]
- Collectivism: A False Utopia] (1937)
- The Confessions of an Individualist (1940)
- The World's Iron Age (The Macmillan Company, New York) 1941
- Canada, Today and Tomorrow (1942)
- The Russian Enigma (1943)[9]
- The Ukraine: A Submerged Nation (The Macmillan Company, New York) 1944
- America: Partner in World Rule (Vanguard Press, 1945)
- Blueprint for World Conquest 1946[10]
- The European Cockpit (The Macmillan Company, New York City) 1947
- The Evolution of a Conservative 1959[11]
- America's Second Crusade. Chicago: Regnery, 1962[12]
- Appeasement: Road to War. 1962
- The German Phoenix (1965)[13]
- Beyond Containment. Chicago: Regnery, 1983
- Japan Over Asia
- Soviet Planned Economic Order
- World Order or Chaos

### Cikkek
- "Our Totalitarian Radicals", The Freeman: Ideas on Liberty, 1969. április[14]
- "The Morality of Capitalism", The Freeman: Ideas on Liberty, 1957. január, Vol. 7 No. 1.[15]
- "Turgenev: The Eternal Romantic", Russian Review, Vol. 5, No. 2 (1946. tavasz), pp. 10–23.

## Fordítás
- Ez a szócikk részben vagy egészben  a   William Henry Chamberlin című angol Wikipédia-szócikk ezen változatának fordításán alapul.  Az eredeti cikk szerkesztőit annak laptörténete sorolja fel. Ez a jelzés csupán a megfogalmazás eredetét és a szerzői jogokat jelzi, nem szolgál a cikkben szereplő információk forrásmegjelöléseként.